# Ernst Stache
Ernst Stache (* 1849 in Oberpeilau; † 1895 in München) war ein deutscher Architektur- und Landschaftsmaler.
Stache war zunächst in München tätig und ging anschließend nach Italien, wo er ab 1889 in Rom lebte. Sein Werk umfasst Darstellungen von Landschaften und Architektur insbesondere aus dem italienischen Raum um Venedig oder Rom. Er beschickte unter anderem die Ausstellungen in Berlin, Danzig, Dresden (Dresdner Salon Lichtenberg), Hannover mit seinen Werken, die überwiegend italienische Landschaften und Architektur aus Venedig und Rom abbilden. 1894 oder 1895 kehrtr er nach München zurück.

## Werke (Auswahl)

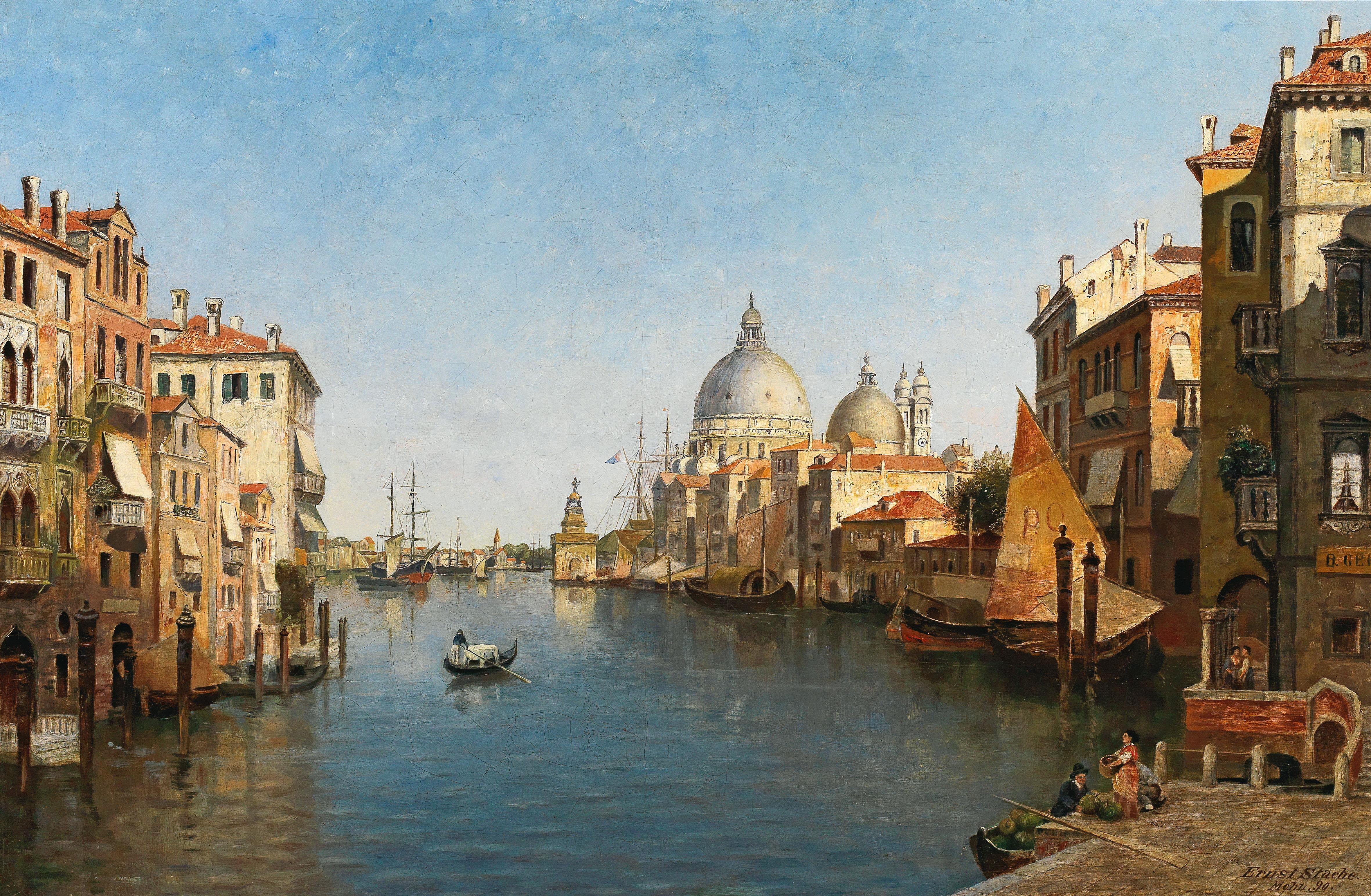
Nachmittägliches Venedig. Blick über den Canal Grande (1890)

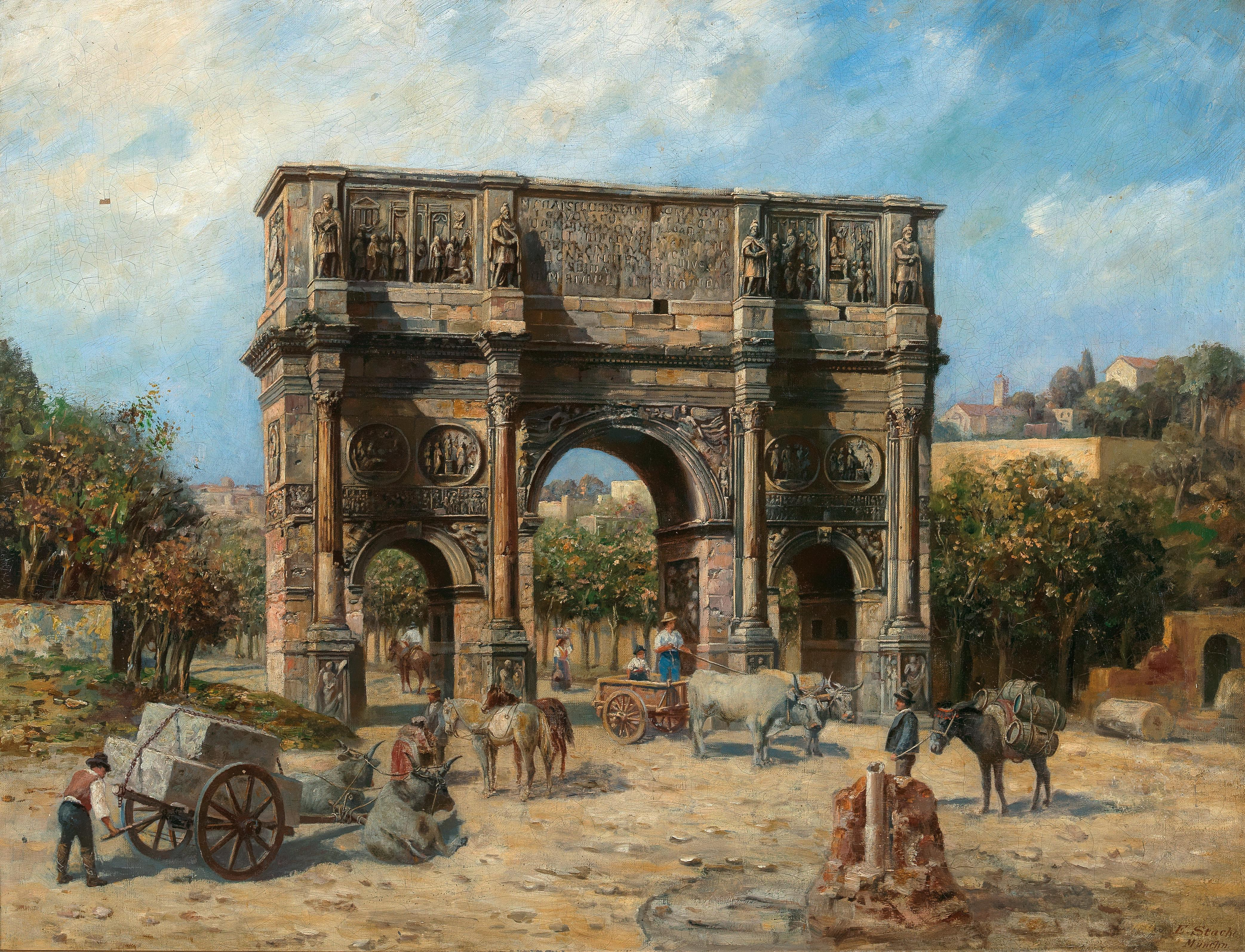
Der Konstantinsbogen in Rom

- 1891: Venetianische Fischerboote. Verein Berliner Künstler, Internationale Kunstausstellung
- 1891: Forum Romanum ausgestellt in der fünften Ausstellung des Posener Kunstvereins[1]
- 1892: Unter den Arkaden des Dogenpalastes in Venedig.
- 1893: Konstantinsbogen in Rom und Aus dem Vatican.
- 1893: Richard Wagners Sterbehaus in Venedig.
- 1894: Riva degli Schiavoni in Venedig.
- Vestatempel in Rom, mit belebter Strasse.
- Die Seufzerbrücke in Venedig.
- Die goldene Pforte in Venedig.
- Saturntempel in Rom.